# Copa del Generalísimo de fútbol 1941
La Copa del Generalísimo de Fútbol de 1941 fue la edición número 37 de la competición de Copa en España. La conquistó el Valencia CF, que así obtuvo su primer título nacional. Se disputó desde el 23 de marzo hasta el 29 de junio de 1941. Desaparece la clasificación por Campeonatos Regionales, los equipos se clasificaron según su situación en la Liga.

## Equipos participantes
La de 1941 fue la primera edición de la Copa de España en la que la clasificación de los participantes se hizo a partir de su posición en el campeonato liguero. Participaron 42 equipos de Primera, Segunda y Tercera división.
- Primera: Athletic de Aviación, Sevilla FC, Athletic de Bilbao, Real Madrid CF, Hércules, RCD Español, Zaragoza FC, Valencia CF, FC Barcelona, Celta de Vigo, Real Oviedo y Real Murcia.

- Segunda: 
  - Grupo 1: Real Sociedad, Deportivo La Coruña, Sporting de Gijón, Racing de Ferrol, CAT Osasuna, Racing de Santander, UD Salamanca, Arenas de Getxo, Real Unión de Irún, Real Valladolid, Barakaldo CF, Real Avilés.
  - Grupo 2: Levante UD, Girona FC, CD Málacitano, Xerez F. C., Real Betis, Cádiz CF, CE Sabadell, FC Cartagena, Córdoba CF, Badalona, CD Castellón, Granada CF.

- Tercera: Constancia, Alavés, Langreano, Elche CF, Ferroviaria, Ceuta.

## Primera eliminatoria
Participaron en ella todos los equipos de Segunda División que no se habían clasificado para la fase de ascenso. Se jugó una eliminatoria a doble partido, y en caso de empate se celebró un tercer partido de desempate. El sorteo se llevó a cabo teniendo en cuenta la proximidad geográfica. Los partidos se disputaron el 23 de marzo (ida) y el 30 de marzo (vuelta).
| Local ida           | Resultado global | Local vuelta     | Ida | Vuelta | Desempate |
| ------------------- | ---------------- | ---------------- | --- | ------ | --------- |
| Santander           | 1-6              | Racing de Ferrol | 1-1 | 0-5    | -         |
| Arenas de Gecho     | 3-15             | Baracaldo        | 1-4 | 2-11   | -         |
| Stadium Avilesino   | 1-19             | Gijón            | 1-6 | 0-13   | -         |
| Real Unión de Irún  | 4-9              | CA Osasuna       | 2-1 | 2-8    | -         |
| UD Salamanca        | 2-5              | Real Valladolid  | 1-3 | 1-2    | -         |
| CF Badalona         | 1-3              | Gerona           | 1-1 | 0-2    | -         |
| Levante UD          | 4-2              | Sabadell         | 3-1 | 1-1    | -         |
| Córdoba CF          | 2-5              | Cartagena        | 2-2 | 0-3    | -         |
| Jerez               | 2-3              | CD Malacitano    | 1-0 | 1-3    | -         |
| Real Betis Balompié | 8-4              | Cádiz CF         | 1-2 | 2-1    | 5-1       |

## Segunda eliminatoria
Participaron en ella los equipos que habían superado la eliminatoria anterior, y también aquellos que se habían clasificado para la fase de ascenso de Tercera División. El sorteo se llevó a cabo de manera que los equipos de Tercera División jugaran el partido de ida en casa, y que no pudiesen cruzarse entre ellos. La eliminatoria se celebró los días 6 de abril y 13 de abril.
| Local ida                        | Resultado global | Local vuelta        | Ida | Vuelta | Desempate |
| -------------------------------- | ---------------- | ------------------- | --- | ------ | --------- |
| Real Valladolid                  | 7-2              | Racing de Ferrol    | 5-0 | 2-2    | -         |
| Langreano                        | 0-7              | Gijón               | 0-4 | 0-3    | -         |
| Deportivo Alavés                 | 3-5              | Baracaldo           | 1-1 | 2-4    | -         |
| CA Osasuna                       | 1-6              | Levante UD          | 1-1 | 0-5    | -         |
| Elche CF                         | 1-3              | Cartagena           | 1-1 | 0-2    | -         |
| Club Deportivo Constancia        | 2-4              | Gerona              | 1-0 | 1-4    | -         |
| Agrupación Deportiva Ferroviaria | 1-10             | CD Malacitano       | 1-4 | 0-6    | -         |
| AD Ceuta                         | 3-4              | Real Betis Balompié | 2-1 | 1-3    | -         |

## Tercera eliminatoria
Participaron en ella los clubes clasificados de la anterior eliminatoria, los equipos de Segunda División que no habían conseguido el ascenso directo y los 6 últimos clasificados de Primera División. El sorteo se llevó a cabo de manera que los clubes de Primera División no quedasen emparejados entre ellos, y jugasen el encuentro de vuelta en casa. Los partidos se disputaron el 20 de abril (ida) y el 27 de abril (vuelta).
| Local ida              | Resultado global | Local vuelta    | Ida | Vuelta | Desempate |
| ---------------------- | ---------------- | --------------- | --- | ------ | --------- |
| Gerona                 | 3-7              | RCD Español     | 1-1 | 2-6    | -         |
| CD Castellón           | 7-4              | Hércules CF     | 5-2 | 2-2    | -         |
| Cartagena              | 3-5              | Real Murcia     | 1-3 | 2-2    | -         |
| Levante UD             | 9-4              | Real Zaragoza   | 5-3 | 4-1    | -         |
| Deportivo de la Coruña | 2-11             | Celta de Vigo   | 2-3 | 0-8    | -         |
| Gijón                  | 3-7              | Real Oviedo     | 1-4 | 2-3    | -         |
| Baracaldo              | 3-4              | Real Valladolid | 3-1 | 0-3    | -         |
| Real Betis Balompié    | 1-0              | CD Malacitano   | 0-0 | 1-0    | -         |

## Octavos de final
Participaron en esta ronda los equipos que superaron la tercera ronda previa, los seis primeros clasificados de Primera División y los dos equipos de Segunda División que consiguieron el ascenso directo. Los emparejamientos se decidieron mediante sorteo puro. Los encuentros se jugaron el 11 de mayo (ida) y el 18 de mayo (vuelta).
| Local ida           | Resultado global | Local vuelta      | Ida | Vuelta | Desempate |
| ------------------- | ---------------- | ----------------- | --- | ------ | --------- |
| Barcelona           | 4-6              | RCD Español       | 1-2 | 3-4    | -         |
| Atlético de Bilbao  | 3-4              | Valencia CF       | 2-1 | 1-3    | -         |
| Real Oviedo         | 7-6              | Real Murcia       | 2-1 | 1-2    | 1-1, 3-2  |
| Real Madrid         | 4-5              | Celta de Vigo     | 2-2 | 2-3    | -         |
| CD Castellón        | 2-7              | Sevilla CF        | 1-2 | 1-5    | -         |
| Levante UD          | 4-3              | Granada CF        | 3-2 | 1-1    | -         |
| Real Betis Balompié | 2-13             | Atlético Aviación | 1-5 | 1-8    | -         |
| Real Valladolid     | 4-6              | Real Sociedad     | 1-0 | 2-3    | 3-1       |

## Cuartos de final
Participaron en la ronda los equipos clasificados tras los octavos de final, y se emparejaron por sorteo puro. La eliminatoria se jugó los días 25 de mayo (ida) y 1 de junio (vuelta).
| Local ida     | Resultado global | Local vuelta      | Ida | Vuelta | Desempate |
| ------------- | ---------------- | ----------------- | --- | ------ | --------- |
| RCD Español   | 3-0              | Levante UD        | 0-0 | 0-0    | 3-0       |
| Valencia CF   | 9-3              | Sevilla CF        | 8-1 | 1-2    | -         |
| Real Sociedad | 2-1              | Atlético Aviación | 2-1 | 0-0    | -         |
| Real Oviedo   | 3-4              | Celta de Vigo     | 3-2 | 0-2    | -         |

## Semifinales
Se jugaron a doble partido con los equipos clasificados de los cuartos de final, estableciéndose los emparejamientos por sorteo puro. Los encuentros se disputaron el 8 de junio (ida) y el 15 de junio (vuelta).
| Local ida     | Resultado global | Local vuelta  | Ida | Vuelta | Desempate |
| ------------- | ---------------- | ------------- | --- | ------ | --------- |
| Celta de Vigo | 1-6              | Valencia CF   | 1-2 | 0-4    | -         |
| RCD Español   | 8-2              | Real Sociedad | 6-0 | 2-2    | -         |

## Final
| PO | Pío            |               |  |
| DF | Álvaro         |               |  |
| DF | Juan Ramón (c) |               |  |
| MC | Bertolí        |               |  |
| MC | Sierra         |               |  |
| MC | Lelé           |               |  |
| ED | Epi            |               |  |
| ID | Amadeo         |               |  |
| DE | Mundo          |               |  |
| II | Asensi         |               |  |
| EI | Gorostiza      |               |  |
| DT | DT             | Ramón Encinas |  |

| PO | Martorell     |                  |  |
| DF | Teruel        |                  |  |
| DF | Pérez         |                  |  |
| MC | Arasa         |                  |  |
| MC | Isidro Rovira |                  |  |
| MC | Llimós        |                  |  |
| ED | Macala        |                  |  |
| ID | Jorge         |                  |  |
| DE | Chas          |                  |  |
| II | Olivas        |                  |  |
| EI | Mas           |                  |  |
| DT | DT            | Patricio Caicedo |  |

|  | 9'  | Mundo  | 1-0 |
|  | 25' | Mundo  | 2-0 |
|  | 64' | Asensi | 3-0 |

|  | 74' | Teruel | 3-1 |

| Árbitro:           | Iturralde        |
| Árbitro asistente: | Plácido González |
| Árbitro asistente: | Lorenzo Torres   |

| PO | Pío            |               |  |
| DF | Álvaro         |               |  |
| DF | Juan Ramón (c) |               |  |
| MC | Bertolí        |               |  |
| MC | Sierra         |               |  |
| MC | Lelé           |               |  |
| ED | Epi            |               |  |
| ID | Amadeo         |               |  |
| DE | Mundo          |               |  |
| II | Asensi         |               |  |
| EI | Gorostiza      |               |  |
| DT | DT             | Ramón Encinas |  |

| PO | Martorell     |                  |  |
| DF | Teruel        |                  |  |
| DF | Pérez         |                  |  |
| MC | Arasa         |                  |  |
| MC | Isidro Rovira |                  |  |
| MC | Llimós        |                  |  |
| ED | Macala        |                  |  |
| ID | Jorge         |                  |  |
| DE | Chas          |                  |  |
| II | Olivas        |                  |  |
| EI | Mas           |                  |  |
| DT | DT            | Patricio Caicedo |  |

|  | 9'  | Mundo  | 1-0 |
|  | 25' | Mundo  | 2-0 |
|  | 64' | Asensi | 3-0 |

|  | 74' | Teruel | 3-1 |

| Árbitro:           | Iturralde        |
| Árbitro asistente: | Plácido González |
| Árbitro asistente: | Lorenzo Torres   |

|                  |
| Campeón VALENCIA |
| 1º título        |